# Myōgiryū Yasunari
Myōgiryū Yasunari (jap. 妙義龍 泰成; * 22. Oktober 1986 in Takasago in der Präfektur Hyōgo), eigentlich Miyamoto Yasunari (宮本 泰成), ist ein Sumōringer in der japanischen Makuuchi-Division.

## Beginn der Sumō-Karriere
Im Mai 2009 gab Miyamoto sein Debüt im professionellen Sumō. Da er im Jahr zuvor ein nationales Amateur-Sumōturnier gewann, durfte er sofort in der Makushita-Division antreten. Seine ersten vier Turniere schloss er allesamt mit einer 5-2 Bilanz ab und schaffte somit den schnellen Aufstieg in die zweithöchste Division Jūryō. Daraufhin nahm er den Ringnamen Myōgiryū an. Bei seinem Jūryō-Debüt im Januar 2010 zog er sich am zweiten Tag eine schwerwiegende Verletzung an seinem linken Knie zu und musste das Turnier daher vorzeitig beenden. Auch die nächsten Turniere musste er aufgrund dieser Verletzung absagen. Im September 2010 gab der mittlerweile in die Sandanme-Division abgerutschte Myōgiryū sein Comeback. Er überzeugte mit einer 7-0 Bilanz, verlor am Ende aber das Play-off um den Turniersieg gegen Chiyozakura. Bei seiner Rückkehr in die Makushita-Division holte er das erste Yusho in seiner Karriere. Obwohl er seinen ersten Kampf verlor, reichte seine 6-1 Bilanz am Ende für die Teilnahme an einem Sechs-Mann-Play-off um den Titel, in welchem er sich als Rangniedrigster der sechs durchsetzte. Im darauffolgenden Turnier im Januar 2011 blieb er sechs Tage lang ungeschlagen, bevor er am letzten Tag dem späteren Gesamtsieger Matsutani (heute: Shōhōzan) unterlag. Durch ein weiteres Kachi-koshi im Mai 2011 gelang Myōgiryū der Wiederaufstieg in die Jūryō-Division.

## Karriere als Sekitori
In Jūryō überzeugte er anschließend mit einer 11-4 Bilanz, welche ein Yusho-Play-off gegen den damals erst 20-jährigen Jūryō 1 Masunoyama zur Folge hatte. Myōgiryū siegte in diesem Stichkampf und gewann sein erstes Yusho in Jūryō. Diesen Erfolg feierte er im September 2011 gleich noch ein zweites Mal, als er ein souveränes 13-2 hinlegte. Nach zwei Jūryō-Yusho in Folge stieg er in die Makuuchi-Division auf. Bei seinem Makuuchi-Debüt gelang Myōgiryū ein 10-5 und damit der Sprung in die oberen Maegashira-Ränge. Im Januar 2012 legte er ein 9-6 nach, wofür er den Ginō-shō erhielt. Für eine Beförderung in die San’yaku-Ränge reichte es dieses Mal noch nicht.
Vom Mai bis zum September 2012 gewann Myōgiryū drei Mal in Folge den Ginō-shō. In diesem Zeitraum gab er hintereinander erst sein Debüt als Komusubi und dann als Sekiwake. Im Mai 2012 besiegte er insgesamt vier Ōzeki (Kakuryū, Kisenosato, Harumafuji und Kotoshōgiku). Im Januar 2013 hatte er seinen Sekiwake-Rang wieder verloren, schlug aber als Maegashira 1 am dritten Turniertag Yokozuna Hakuhō und erhielt dafür seinen ersten Kinboshi. Beim Natsu Basho 2013 kam nach einem Sieg über Yokozuna Harumafuji noch ein zweiter Kinboshi hinzu. Das Basho beendete Myōgiryū mit einer starken 11-4 Bilanz und wurde dafür anschließend mit seinem 5. Ginō-shō und einer kurzzeitigen Rückkehr in den Sekiwake-Rang belohnt. Im Januar 2014 warf ihn eine Verletzung auf den Rang Maegashira 10 zurück. Durch ein 11-4 im Juli 2014 wurde er jedoch erneut zum Sekiwake. Daraufhin musste er wieder für ein Turnier verletzungsbedingt pausieren. Sowohl im November 2014 als auch im Januar 2015 gelang ihm als Maegashira ein 9-6, wodurch er im März sein Sanyaku-Comeback feiern konnte. Das Natsu Basho 2015 beendete er im Rang eines Sekiwake mit einem Make-koshi von 7-8. Im Juli folgte dann ein knappes 8-7, weshalb er im September wieder in den Sekiwake-Rang zurückkehrte und diesen durch ein erneutes Kachi-koshi diesmal erfolgreich verteidigen konnte.

## Kampfstatistik
| Jahr | Hatsu (Januar)        | Haru (März)            | Natsu (Mai)             | Nagoya (Juli)          | Aki (September)       | Kyushu (November)      |
| ---- | --------------------- | ---------------------- | ----------------------- | ---------------------- | --------------------- | ---------------------- |
| 2009 |                       |                        | Makushita 15 TD 5-2     | Makushita 7 West 5-2   | Makushita 2 West 5-2  | Makushita 1 West 5-2   |
| 2010 | Juryo 14 Ost 1-2-12   | Makushita 14 Ost 0-0-7 | Makushita 54 West 0-0-7 | Sandanme 34 West 0-0-7 | Sandanme 94 W 7-0 D   | Makushita 58 Ost 6-1 Y |
| 2011 | Makushita 26 West 6-1 | abgesagt               | Makushita 8 Ost 4-3     | Juryo 12 West 11-4 Y   | Juryo 3 Ost 13-2 Y    | Maegashira 11 W 10-5   |
| 2012 | Maegashira 5 Ost 9-6  | Maegashira 1 Ost 7-8   | Maegashira 2 Ost 9-6    | Komusubi 1 Ost 8-7     | Sekiwake 1 Ost 10-5   | Sekiwake 1 Ost 6-9     |
| 2013 | Maegashira 1 West 7-8 | Maegashira 2 West 8-7  | Maegashira 1 Ost 11-4   | Sekiwake 1 Ost 8-7     | Sekiwake 1 Ost 6-9    | Maegashira 1 Ost 8-7   |
| 2014 | Komusubi 1 Ost 0-4-11 | Maegashira 10 Ost 8-7  | Maegashira 8 Ost 8-7    | Maegashira 6 West 11-4 | Sekiwake 1 Ost 0-0-15 | Maegashira 11 Ost 9-6  |
| 2015 | Maegashira 8 Ost 9-6  | Komusubi 1 West 8-7    | Sekiwake 1 West 7-8     | Komusubi 1 West 8-7    | Sekiwake 1 West 8-7   |                        |